# 한국조어
원시 한국어 또는 한국조어(Proto-Koreanic language)는 한국어족의 조어이다. 원향은 대략 만주 지역이었던 것으로 추정된다.

## 특징
현대의 한국어족 언어들은 제한된 다양성만을 보여주는데, 이들 중 대부분은 15세기의 후기 중세 한국어에서 갈라졌다고 생각할 수 있으며, 몇 안 되는 예외는 오직 그보다 몇 세기 전인 신라의 삼국 통일 직후의 모습만을 보여 준다. 하지만 중세 한국어를 내적 재구하여 더 전의 한국어 형태에 도달할 수 있으며, 이는 고대 한국어를 단편적으로 기록한 문헌을 연구하여 보충되고 있다.

### 음운
후기 중세 한국어에 있는 많은 자음은 이차적으로 발전하였다. 
- 현대 한국어의 된소리는 여러 자음군에서 발전하였으며, 후기 중세 한국어 시기부터 구별되었다.[7][8]
- 중세 한국어와 현대 한국어의 거센소리는 *k 및 *h 계 자음군에서 발전하였다.[9][10]  거센소리가 고대 한국어에서 변별되었는지는 이견이 있지만,[11][12] *tʰ와 *cʰ로 시작하여 *pʰ, *kʰ 순서로 유기음이 생성된 것은 확실해 보인다.[13][14]
- 후기 중세 한국어에는 /β/ ⟨ㅸ⟩, /z/ ⟨ㅿ⟩ 및 /ɦ/ ⟨ㅇ⟩와 같은 유성 마찰음이 있었는데, 이들은 제한된 환경에서만 나타났다. 이들은 /p/, /s/ 및 /k/가 약화되어 나타난 것으로 여겨진다.[15][16][17][11] 이 유성음들은 대부분의 현대 방언에서 사라졌지만, 동남 방언과 육진방언을 포함한 동북 방언에는 /p/, /s/, /k/가 나타난다.[18]
- 일부 /l/ ⟨ㄹ⟩ 은 /t/가 약화되어 나타난 것으로 여겨진다.[19][16]

이상의 사실은 한국 조어에 아래와 같이 매우 적은 자음만 있었음을 알려준다.
|        | 양순음 | 치경음 | 경구개음 | 연구개음 | 성문음 |
| ------ | ------ | ------ | -------- | -------- | ------ |
| 비음   | *m     | *n     |          | *ŋ       |        |
| 파열음 | *p     | *t     | *c       | *k       |        |
| 마찰음 |        | *s     |          |          | *h     |
| 전동음 |        | *r     |          |          |        |
| 접근음 |        |        | *j       |          |        |

*r는 고유어의 어두에서 나타나지 않는데, 이는 알타이 제어와 공유하는 특징이다.
유음을 나타내는 음가자로 乙 과 尸 두 개가 사용된 점은
고대 한국어에 후에 중세 한국어에서 /l/로 합쳐지는 유음 두 개가 있었을 수도 있었음을 시사한다.
후기 중세 한국어에는 모음이 일곱 개 있었다.
이기문은 중세 몽골어의 한국어 차용어와 계림유사의 기록에 근거하여, 13-15세기 사이에 한국어의 다섯 단모음 사이에 연쇄적인 모음추이가 있었다고 주장했다.
하지만 윌리엄 라보프는 그러한 모음추이는 그가 조사한 모든 연쇄적 모음추이와 다른 과정을 따랐다는 것을 발견했으며, 이 모음추이에 대한 문헌학 근거는 도전을 받고 있다.
한국 한자음에 기초한 연구는 아래와 같이 보다 보수적인 모음체계를 제안한다
|        | 전설 모음     | 중설 모음     | 후설 모음     |
| ------ | ------------- | ------------- | ------------- |
| 고모음 | *i > [i] ⟨ㅣ⟩ | *ɨ > [ɨ] ⟨ㅡ⟩ | *u > [u] ⟨ㅜ⟩ |
| 중모음 | *e > [ə] ⟨ㅓ⟩ | *ə > [ʌ] ⟨ㆍ⟩ | *o > [o] ⟨ㅗ⟩ |
| 저모음 |               | *a > [a] ⟨ㅏ⟩ |               |

모음 *ɨ > [ɨ](ㅡ) 와 *ə > [ʌ](ㆍ)는 후기 중세 한국어에서 제한된 분포를 보이는데, 이는 평성 *ɨ 와 *ə가 어중음 탈락을 겪었음을 알려준다. 이들은 또한 어두 상성, 거성이거나 *j와 결합되었을 때 *e와 합쳐졌던 것으로 보인다.
어떤 학자들은 모음 /ㅕ/가 중세 한국어에서 빈번하게 나타난다는 점과 설근후축 조화에 대한 연구를 근거로 후기 중세 한국어의 [jə] ⟨ㅕ⟩가 한국조어의 여덟 번째 모음을 반영한다고 주장했다.
후기 중세 한국어 문헌의 각 음절에는 평성(표기 안함), 거성(점 하나), 상성(점 두개)의 세 성조 중 하나가 표기되어 있다.
이 중 상성은 평성과 거성의 합성을 통해 이차적으로 생성된 것으로 파악된다.
중세 한국어에서 첫 거성 또는 상성 음절 이후의 음조는 변별적이지 않았는데, 이 사실을 근거로 중세 한국어를 성조 언어가 아닌 고저 악센트 언어로 간주할 수도 있다.
한국조어의 동사에서 악센트는 마지막 음절에서 선호되었으나 변별적이지 않았을 가능성이 있다, 한국조어의 명사에서는 악센트가 변별되었을 수도 있다.

### 문법
한국어족 언어들은 여러 조사를 통해 격을 표지하고 다른 단어와의 특별한 관계를 나타낸다.
현대 한국어의 주격조사 -i는 과거의 능격조사 *-i에서 발전했을 수 있다.
현대 한국어에서 용언은 어미없이 나타날 수 없다. 하지만 고대 한국어의 용언 어간은 첫 용언 어간에 어미가 붙지 않은 용언-용언 합성어에서 독립적으로 쓰였을 가능성이 있다.

### 단어
고대 한국어의 단어는 차자 표기법으로 쓰였기에, 이들 단어의 발음은 중세 한국어형으로부터 추론할 수밖에 없다.
현재까지의 연구에서 제안된 원시 한국어의 대명사는 *na (나), *uri (우리) 그리고 *ne (너)가 있다.
다음은 Vovin, Whitman 등이 일본어와의 비교를 위해 잠정적으로 재구한 수사의 조어형이다.
|    | 한국조어          | 후기 중세 한국어 | 제주어              |
| -- | ----------------- | ---------------- | ------------------- |
| 1  | *hət(V)- / *hətan | hʌnáh            | hʌna, hana          |
| 2  | *tupɨr            | tǔlh             | tul                 |
| 3  | *sei- / *seki     | sə̌jh             | set, sit            |
| 4  | *nei / *neki      | nə̌jh             | net, nwit           |
| 5  | *tasəs            | tasʌ́s            | tasʌt, tasət        |
| 6  | *jesɨs            | jəsɨ́s            | jəsət, jʌsɨt, jʌsʌt |
| 7  | *nilkup           | nilkúp           | ilkop               |
| 8  | *jətərɨp          | jətɨ́lp           | jʌtʌp, jʌtap, jʌtʌl |
| 9  | *ahop             | ahóp             | ahop, aop           |
| 10 | *jel              | jə́lh             | jəl                 |

## 참고 문헌
- Cho, Sungdai; Whitman, John (2019). 《Korean: A Linguistic Introduction》 (영어). Cambridge University Press. ISBN 978-0-521-51485-9.
- Janhunen, Juha (1999). “A Contextual Approach to the Convergence and Divergence of Korean and Japanese” (PDF). 《Central Asian Studies》 (영어) 4. 2021년 2월 26일에 원본 문서 (PDF)에서 보존된 문서. 2021년 1월 10일에 확인함.
- Lee, Iksop; Ramsey, S. Robert (2000). 《The Korean Language》 (영어). SUNY Press. ISBN 978-0-7914-4831-1.
- Lee, Ki-Moon; Ramsey, S. Robert (2011). 《A History of the Korean Language》 (영어). Cambridge University Press. ISBN 978-1-139-49448-9.
- Martin, Samuel E. (1996). 《Consonant Lenition in Korean and the Macro-Altaic Question》 (영어). University of Hawaii Press. ISBN 978-0-82481-809-8.
- Nam, Pung-hyun (2012). 〈Old Korean〉.   Tranter, Nicolas. 《The Languages of Japan and Korea》 (영어). Routledge. 41–72쪽. ISBN 978-0-415-46287-7.
- Sohn, Ho-Min (1999). 《The Korean Language》 (영어). Cambridge: Cambridge University Press. ISBN 978-0-521-36123-1.
- Vovin, Alexander (2010). 《Korea-Japonica: A Re-Evaluation of a Common Genetic Origin》 (영어). University of Hawaii Press. ISBN 978-0-8248-3278-0.
- ——— (2013b). 〈Mongolian names for 'Korea' and 'Korean' and their significance for the history of the Korean language〉.   Sohn, Sung-ock; Cho, Sungdai; You, Seok-Hoon. 《Studies in Korean Linguistics and Language Pedagogy: Festschrift for Ho-min Sohn》. Korea University Press. 200–206쪽. ISBN 978-89-7641-830-2.
- Whitman, John (2011). “Northeast Asian Linguistic Ecology and the Advent of Rice Agriculture in Korea and Japan”. 《Rice》 (영어) 4 (3-4): 149–158. doi:10.1007/s12284-011-9080-0.
- ——— (2015). 〈Old Korean〉 (PDF).   Brown, Lucien; Yeon, Jaehoon. 《The Handbook of Korean Linguistics》 (영어). Wiley. 421–438쪽. ISBN 978-1-118-35491-9.
- 강, 영봉, 편집. (2009). 《개정증보 제주어사전》. 제주특별자치도. ISBN 978-89-962572-5-7.